# 永江頼隆
永江 頼隆 (ながえ よりたか、保延2年（1136年）? -  正治元年（1199年）?)は、平安時代後期から鎌倉時代にかけての神職。御家人。

## 略歴
伊勢神宮の神職を務めた大中臣氏の一門として生まれ、系譜は不明ながら通字から大中臣頼基の系譜である岩手流祭主家の一族ではないかと推定されている。
近世に編纂された葛山氏の系図類によれば若年の頃に「竹下孫八惟正」を名乗り、後に永江頼隆と改めたとされるが真偽は不明。
摂関家の蔵人に任じた経歴を持つと推定され、祈禱という職能をもって摂関家に祗候していた波多野氏との所縁をたずねて相模に下向したものと考えられており、野口実は波多野氏が伊勢国に所領（真弓御厨）を有していた形跡がみえることからその保護をえた可能性を示唆している。
波多野義常と不和となったためその下を去ると、治承4年（1180年）7月23日に源頼朝に出仕しその侍臣となる。
同年8月16日、頼朝の挙兵に先立って戦勝祈願として千度祓の祈祷を行い、同月23日の石橋山の戦いの際に白幣を箙の鏑矢に付け、以仁王の令旨を付けた旗を掲げる子の中四郎惟重と共に頼朝の背後に控えたのが確かな史料における終見。
その後の動向は不明だが、『葛山御宿系図』によれば度々軍忠を尽くして駿河国富士郡と相模国足柄郡の両郡に数ヶ所の恩賞を与えられ、海道の押えとして駿河国駿河郡野村（現在の裾野市御宿）に居住し、 正治元年（1199年）に65歳で死去したとされる。

## 逸話
『葛山御宿系図』によれば治承4年10月20日の富士川の戦いの際と建久4年（1193年）5月から6月にかけての富士の巻狩りの際に駿河国野村の頼隆の館を頼朝が宿とし、その褒美として頼朝から甲冑と剣を賜り、これによって地名を野村から御宿と改め、人から御宿殿と呼ばれたとされる。
若干の異同はあるものの同様の逸話が『大森葛山系図』や『葛山家譜』でも確認でき、江戸時代後期に編纂された地誌である『駿河記』は駿東郡御宿の由来について「旧名野村と云。昔事源頼朝卿陣営の時より御宿と号といへり」と記している。

## 子孫
子に中四郎惟重があり、『吾妻鑑』で惟重と行動を共にしている中八惟平は惟重の弟と考えられており、葛山氏の系図類では惟重の弟に位置づけられている。いずれも御家人として頼朝に仕えた。
『吾妻鑑』に承久3年（1221年）の承久の乱の際に執権・北条義時から武具を与えられ、北条泰時を大将とする十八騎の一人である葛山小次郎は、葛山氏の系図類では惟重の子とされる。この系統は御家人として鎌倉幕府が滅亡するまで存続した（詳細は葛山氏を参照）。
惟平は出羽国由利郡地頭職に任じられ、由利氏を称したが文治6年（1190年）に戦死した。惟平の長男・由利中八太郎惟久が地頭職を継いだが和田合戦に連座して所領を没収されたといい、次男・由利中八五郎は由利郡小友村の地頭職に任じられたが、その曾孫である由利惟方（孫五郎）は弘安8年（1285年）に所領を没収された。
惟重の娘は平賀氏の祖・松葉資宗に嫁ぎ、後に出羽国平賀郡の地頭職に補任された平賀惟泰を産んでいる。